# Публије Семпроније Тудитан
Публије Семпроније Тудитан (лат. Publius Sempronius Tuditanus) је био римски конзул, цензор и војсковођа за време Другога пунскога рата. Један је од јунака битке код Кане 216. пре н. е, када је био предводник групе од 600 војника, који се нису предали, него су се пробили кроз непријатељске линије до Канусијума. Ипак постоје сумње историчара у истинитост те приче. Окончао је Први македонски рат склопивши са Македонијом 205. п. н. е. мировни споразум у Феникеу. Као конзул победио је 204. п. н. е. Ханибала у бици крај Кротона. Учествовао је у дипломатској мисији на истоку, која је 201/200. п. н. е. припремала савезнике за Други македонски рат.

## Храбро се пробија кроз картагињански обруч
По први пут се помиње као један од јунака битке код Кане 216. п. н. е. Конзул Емилије Паул, који је погинуо у бици код Кане, оставио је 10.000 војника у већем логору са друге стране реке. Око 7.000 војника је побегло у мањи логор, који се налазио са исте стране реке, где се одвијала битка. Након битке мањи логор, у коме се налазио Публије Семпроније Тудитан нашао се под опсадом Картагињана. Преостало им је неколико могућности, да се предају Ханибалу, да се пробију кроз картагињанске линије и побегну или да се боре. Публије Семпроније Тудитан је био војни трибун у мањем логору. Из већега логора су им упутили поруку, да се пробију до њих, да би заједно кренули према Канусију, који се налазио западно од Кане узводно уз реку Ауфид. Тудитан је повео око 600 војника из мањега логора кроз картагињанске редове. Готово целу ноћ је наговарао остале да крену са њима, али нису успели. Онда су они, који су одлучили да остану у логору спречавали Тудитана и његову групу да крену из логора. Заједно са војском из већега логора домогли су се Канусијума. Картагињани су заробили преосталих 6.000 војника, који су се налазили у мањем логору.

## Истицање Тудитановога примера у Сенату
Око 6.000 заробљених Картагињана предало се под условом да имају право откупа. Када су се њихови представници појавили пред Сенатом, тада се јавио Тит Манлије Торкват, који је критиковао предају и истицао им да је требало да крену заједно са групом војника, које је Публије Семпроније Тудитан јуначки провео кроз картагињанску војску. Истицао је у Сенату да их је Тудитан целу ноћ наговарао да крену са њим док је мрачно, али да га због кукавичлука нису хтели послушати и да су зато заробљени. Наговорио је Сенат да не плате за њих откуп. Полибије уопште не помиње Тудитанов пример, па постоје извесне сумње у истинитост те приче.

## Претор
Током 214. п. н. е. Тудитан је изабран за курулнога едила, а током 213. п. н. е. изабран је за претора за Цисалпинску Галију са седиштем у Ариминију. Заузео је Атринум и том приликом узео је много сребра и 7.000 заробљеника. Током 212. и 211. п. н. е. остао је на дужности претора за Цисалпинску Галију.

## Цензор
Изабран је за цензора 209. п. н. е. заједно са Марком Корнелијем Цетегом. Био је то преседан обзиром да ниједан од њих двојице није пре тога био конзул. Дошло је до свађе двојице цензора приликом избора принцепса Сената. Обично би се на ту позицију именовао најстарији бивши цензор. Цетег се залагао за настаријега цензора Тита Манлија Торквата, али Тудитан је имао право избора и изабрао је Фабија Максима. Био је то преседан, да се прекида са традицијом да најстарији бивши цензор постаје принцепс Сената. Од тада правило се мења, па најистакнутији бивши цензор постаје принцепс Сената. То је касније омогућило и Сципиону Африканцу да постане принцепс Сената много раније. Цензори су због кукавичлука код Кане казнили многе витезове одузимањем коња. Спровео је први комплетни луструм након почетка Другога пунскога рата.

## Крај Првога македонскога рата
Етолски савез је током Првога македонскога рата једно време био без помоћи Римске републике и Пергама, па је био присиљен да склопи мир са Филипом V Македонским. Закључили су мир без одобрења Рима, како су раније били договорили. Римљани су онда током 205. п. н. е. послали у Дирахиј у Илирији Публија Семпронија Тудитана као проконзула са 35 бродова и 11.000 војника. Потакли су Партиније да се побуне и онда су опседали Димале. Када је Филип V Македонски дошао до Димале онда је Тудитан обуставио опсаду и повукао се иза бедема Аполоније. Публије Семпроније је безуспешно покушао да наговори Етолце да раскину мировни споразум са Филипом. Пошто нису више имали савезника у Грчкој, али успели су да спрече Филипа да помогне Ханибалу Римљани су били спремни за мировни споразум. Први македонски рат се окончао споразумом у Феникеу 205. п. н. е. Тудитан је присутан на мировној конференцији у Феникеу у Епиру. Римљанима је припала територија Партина заједно са градовима Дималом, Баргулом и Еугенијумом. Након закључења споразума Тудитан је пожурио у Рим, где је био већ изабран за конзула.

## Конзул
Изабран је 204. п. н. е. за конзула заједно са Марком Корнелијем Цетегом. Изабран је у одсутности, јер тада се налазио у Грчкој. Добио је Брутиј као провинцију, са циљем да ратује са Ханибалом, који се ту налазио. У околини Кротона две војске су налетеле у колони једна на другу и у том метежу Картагињани су победили. Римска војска се након погибије 1.200 војника повукла до свога логора. Тудитану је у помоћ дошао проконзул Публије Лициније Крас Див (конзул 205. п. н. е.) заједно са својим легијама. Удруженим снагама кренули су против Ханибала. Тудитан је своје легије распоредио напред, а Красове као резерву. Успео је да победи Ханибала у бици код Кротона, у којој је погинуло 4.000 Картагињана, а 300 их је заробљено. Ханибал је због пораза морао да се повуче у Кротон. Пре те битке Тудитан се заветовао да ће у случају победе изградити храм Фортуне Примигеније, што је и учинио 10 година касније. Током 203. п. н. е. био је проконзул у Брутијуму. Постоје контрадикторни Ливијеви извештаји, по којима је током 204. п. н. е. заузео Клампетију и Консентију, али то исто Ливије наводи за његовога наследника Гнеја Сервилија Цепиона, а Апијан помиње да је Консенцију освојио Публије Лициније Крас Див.

## Дипломатска мисија на истоку
Делегација Родоса, Пергама и Атине појавила се пред Сенатом у Риму. Информисали су сенаторе о споразуму између Филипа V Македонскога и Антиоха III Великога. Жалили су се и због Филипових напада на њихове територије. Као одговор на те жалбе Римљани су послали три амбасадора Марка Емилија Лепида, Гаја Клаудија Нерона и Публија Семпронија Тудитана. Дали су им и задатак да оду и у Египат, код Птолемеја V Епифана. Требало је да Птолемеју V Епифану објаве да су окончали Други пунски рат и да му се захвале јер је остао римски пријатељ у најкритичнијим моментима за Рим. Циљ мисије је био да добију Птолемејеву подршку за предстојећи рат са Македонијом. Амбасадори су се на путу према Египту задржали у Атини, где су се срели са Аталом и изасланицима са Родоса. Ту су по први пут упутили ултиматум Филипу V Македонскоме, а касније је Марко Емилије Лепид отишао до Абида и ту је упутио други ултиматум. Било је очито да се Рим након окончања Другога пунскога рата спрема за Други македонски рат.